# Episodi di Angel (terza stagione)
La terza stagione della serie televisiva Angel è stata trasmessa originariamente dal canale The WB nella stagione televisiva 2001-2002. In Italia è stata trasmessa dalla rete satellitare Fox nel 2005.
A partire da questa stagione i titoli italiani degli episodi sono stati scelti dai fan della serie, grazie a un'iniziativa della webmistress (Buffyfaith) del sito Buffy Italian World.
Gli antagonisti principali sono Sahjhan, Daniel Holtz e Justine Cooper.
| nº | Titolo originale      | Titolo italiano          | Prima TV USA      | Prima TV Italia   |
| -- | --------------------- | ------------------------ | ----------------- | ----------------- |
| 1  | Heartthrob            | Un cuore perduto         | 24 settembre 2001 | 18 luglio 2005    |
| 2  | That Vision Thing     | Visioni                  | 1º ottobre 2001   | 18 luglio 2005    |
| 3  | That Old Gang of Mine | La mia vecchia squadra   | 8 ottobre 2001    | 25 luglio 2005    |
| 4  | Carpe Noctem          | Carpe Noctem             | 15 ottobre 2001   | 25 luglio 2005    |
| 5  | Fredless              | Senza Fred               | 22 ottobre 2001   | 1º agosto 2005    |
| 6  | Billy                 | Billy                    | 29 ottobre 2001   | 1º agosto 2005    |
| 7  | Offspring             | Progenie                 | 5 novembre 2001   | 8 agosto 2005     |
| 8  | Quickening            | Accelerazione            | 12 novembre 2001  | 8 agosto 2005     |
| 9  | Lullaby               | Ninna nanna              | 19 novembre 2001  | 15 agosto 2005    |
| 10 | Dad                   | Papà                     | 10 dicembre 2001  | 15 agosto 2005    |
| 11 | Birthday              | Buon compleanno Cordelia | 14 gennaio 2002   | 22 agosto 2005    |
| 12 | Provider              | Il fornitore             | 22 gennaio 2002   | 22 agosto 2005    |
| 13 | Waiting In The Wings  | Dietro le quinte         | 4 febbraio 2002   | 29 agosto 2005    |
| 14 | Couplet               | Gelosia                  | 18 febbraio 2002  | 29 agosto 2005    |
| 15 | Loyalty               | Lealtà                   | 25 febbraio 2002  | 5 settembre 2005  |
| 16 | Sleep Tight           | Sogni d'oro              | 4 marzo 2002      | 5 settembre 2005  |
| 17 | Forgiving             | Perdono                  | 15 aprile 2002    | 12 settembre 2005 |
| 18 | Double or Nothing     | Lascia o raddoppia       | 22 aprile 2002    | 12 settembre 2005 |
| 19 | The Price             | Il prezzo                | 29 aprile 2002    | 19 settembre 2005 |
| 20 | A New World           | Un nuovo mondo           | 6 maggio 2002     | 19 settembre 2005 |
| 21 | Benediction           | Benedizione              | 13 maggio 2002    | 26 settembre 2005 |
| 22 | Tomorrow              | Domani                   | 20 maggio 2002    | 26 settembre 2005 |

## Un cuore perduto
- Titolo originale: Heartthrob
- Diretto da: David Greenwalt
- Scritto da: David Greenwalt

### Trama
Wesley gestisce la Angel Investigations aiutato solamente da Cordelia e Gunn da quando Angel è partito per lo Sri Lanka, mentre Fred si è trasferita all'Hyperion Hotel, ma non esce mai dalla sua camera, vive in uno stato di delirio, non ha ancora elaborato i traumatici cinque anni vissuti a Pylea.
Angel ritorna a Los Angel venendo accolto con affetto da Cordelia, Gunn e Wesley che lo abbracciano, intanto Cordelia ha una visione, dei vampiri hanno aggredito dei ragazzi in un dormitorio universitario, quindi Angel, Wesley e Gunn vanno ad affrontarli e li uccidono, compreso il loro capo, Elisabeth, che Angel ha riconosciuto, erano amici e teme che James, il compagno vampiro di Elisabeth, ora cercherà vendetta.
Dennis accudisce Cordelia la quale, a casa, è esausta, ormai le visioni stanno mettendo a dura prova la sua resistenza. James, affranto per aver perso la sua amata Elisabeth, decide di vendicarsi su Angel, dunque va nella clinica del dottor Gregson chiedendogli di sottoporlo a un'operazione.
Angel racconta ai suoi amici di un episodio avvenuto ai tempi in cui era Angelus, a Marsiglia nel 1767, lui e Darla viaggiavano con James e Elisabeth, tuttavia Angelus non li sopportava perché sia James che Elisabeth con le loro scorribande attiravano troppo l'attenzione, il suo timore era quello di scontrarsi con il famigerato cacciatore di vampiri Holtz, che Angelus temeva particolarmente, ormai aveva ucciso centinaia di vampiri nel tentativo di stanare Angelus e Darla, colpevoli di aver sterminato la famiglia di Holtz.
Gunn e Wesley, al Caritas, chiedono a Merl delle informazioni su James, scoprono che il vampiro si è fatto operare dal dottor Gregson, a quel punto Lorne rivela ai due che il chirurgo è un demone Slod, collezionano organi. James va all'Hyperion Hotel e sfida Angel, quest'ultimo lo colpisce con un paletto al petto ma stranamente non riesce a trafiggergli il cuore, Angel e Cordelia scappano nelle fognature, Wesley telefona al cellulare di Cordelia spiegandole che il demone Slod ha estratto il cuore a James, ecco perché il paletto con cui Angel lo aveva colpito non ha avuto effetti letali su di lui, tuttavia James morirà in poco tempo senza il proprio cuore.
Angel e Cordelia raggiungono una stazione metropolitana e salgono su un treno, ma James li raggiunge, affronta Angel ma poi inizia a sentirsi debole e infatti muore poco dopo, aveva già accettato di morire in quanto la sua vita senza Elisabeth non aveva più senso per lui.
A Puerto Cabezas in Nicaragua, Darla è tutta sola in un bar e viene raggiunta da un uomo che si mette a importunarla, lei non sopportando la sua presenza lo uccide mordendolo violentemente al collo, infine si scopre che Darla è sorprendentemente incinta.
- Guest star: Julie Benz (Darla).[2]
- Altri interpreti: Andy Hallett (Lorne), Ron Melendez (James), Matthew James (Merl), Keith Szarabajka (Daniel Holtz).
- Note: Amy Acker (Fred) entra a far parte del cast fisso, dopo essere entrata in scena negli ultimi episodi della stagione precedente.

## Visioni
- Titolo originale: That Vision Thing
- Diretto da: Bill Norton
- Scritto da: Jeffrey Bell

### Trama
Gavin si mette a minacciare Angel e la sua squadra, l'Hyperion Hotel viola numerose norme edili, non ci metterà molto a danneggiarli sul piano legale. Intanto Fred inizia a fare dei progressi, ora finalmente è uscita dalla sua camera da letto. Gavin prova a convincere Lilah a passare della sua parte, ritenendo che insieme possano ostacolare Angel, ma lei non è interessata ammettendo di non nutrire nessuna stima per Gavin.
Cordelia ha delle visioni su dei demoni che custodiscono degli oggetti magici, uno in un negozio di erboristeria a Chinatown e un altro in un negozio di chiavi. Angel sconfigge i demoni appropriandosi dei due oggetti, ma questa volta le visioni di Cordelia le hanno procurato un danno fisico, tra cui ferite da graffi e pustole sul corpo. Cordelia non capisce per quale motivo le Forze dell'Essere la stanno sottoponendo a questo ingiustificabile supplizio, Fred propone di comunicare con loro, le visioni sono scaturite dalle Forze dell'Essere e sono una fonte di potere che raggiungono Cordelia tramite un canale energetico, quindi individuando la frequenza possono risalire alla fonte.
Lorne usa il suo potere di lettura dell'aura per trovare il canele comunicativo e scopre che la fonte non sono le Forze dell'Essere ma la Wolfram & Hart. Cordelia ha un'altra visione, vede un ragazzo che è intrappolato nelle fiamme e un demone, il corpo della ragazza inizia così a ustionarsi. Gavin, vista l'antipatia per Lilah, aiuta Angel a entrare nell'ufficio della collega, Angel le dà i due oggetti che ha recuperato chiedendo a Lilah di non mettere più in pericolo Cordelia, infatti le visioni sono state indotte da uno sciamano di Lilah (privo di calotta cranica, con il cervello esposto). Lilah raggiunge con lui un compromesso, lascerà in pace Cordelia ma Angel deve usare quei due oggetti per raggiungere una dimensione demoniaca e lì deve salvare un ragazzo di nome Billy.
Wesley spiega a Angel che i demoni sconfitti per recuperare gli oggetti lavoravano per le forze del bene, questi due oggetti aprono un varco dimensionale. Raggiunta la dimensione demoniaca tramite i due oggetti, Angel vede Billy intrappolato nelle fiamme con il demone Skip come carceriere (ciò che ha visto Cordelia nella sua ultima visione) Angel sconfigge Skip e porta via Billy.
Angel, Gunn e Wesley consegnano Billy a Lilah la quale dà ordine al suo sciamano di guarire il corpo di Cordelia. Angel tuttavia uccide lo sciamano promettendo a Lilah che le farà fare la stessa fine qualora oserà nuovamente far del male a Cordelia. Billy si mette a guardare Angel con un'aria minacciosa, è evidente che non ha buone intenzioni. Cordelia si è ristabilita, teme però che Angel abbia commesso un errore a liberare Billy, il quale probabilmente è una persona pericolosa, ma il vampiro è indifferente, per lui l'incolumità di Cordelia è più importante che battere la Wolfram & Hart.
In Honduras Darla si rivolge a uno sciamano, è stato Angel a metterla incinta e non concepisce come sia possibile che due vampiri possano dare alla luce un bambino. Tramite il sangue di Darla lo sciamano fa un incantesimo che però non dà risultati, non riesce a capire il senso di questa gravidanza. Darla decide di quindi di andare a trovare Angel.
- Guest star: Julie Benz (Darla).
- Altri interpreti: Andy Hallett (Lorne), Stephanie Romanov (Lilah), Daniel Dae Kim (Gavin Park), Frank "Sotonoma" Salsedo (sciamano).

## La mia vecchia squadra
- Titolo originale: That Old Gang of Mine
- Diretto da: Frederick Keller
- Scritto da: Tim Minear

### Trama
Angel, Gunn e Wesley vanno nell'appartamento di Merl e lo trovano morto, Gunn è l'ultimo tra loro che lo aveva visto vivo dato che la sera prima lo aveva riaccompagnato a casa. Angel si sente in colpa, ha sempre approfittato di Merl per ottenere informazioni ma non ha mai provato a essere suo amico, adesso vuole scoprire chi è stato a ucciderlo, quindi lui e Wesley indagano sull'omicidio, scoprendo che ci sono stati altri demoni che sono morti recentemente in circostanze strane, alcuni di loro erano persino demoni pacifici. Gunn non condivide il desiderio dei colleghi nell'indagare su questi omicidi dal momento che le vittime erano demoni, ma Wesley gli fa capire che gli assassini uccidono indiscriminatamente, non tenendo conto se i demoni sono buoni o cattivi, ciò equivale a un'ingiustizia.
Gunn scopre che è il suo vecchio gruppo che sta sterminando questi demoni, ora è il suo vecchio amico Rondell a guidare il gruppo, tra i membri ora c'è un giovane ragazzo di nome Gio, si è trasferito da Miami, è un fanatico che fomenta il disprezzo per i demoni. Gunn per ora non ha il coraggio di rivelarlo alla Angel Investigations.
Angel esorta Cordelia ad aiutare Fred e reintegrarsi in società, quindi Cordelia la porta al Caritas insieme a Wesley, successivamente arriva Gunn il quale è combattuto, non sa se raccontare la verità ai suoi amici o tacere. Arrivano poi Rondell e Gio insieme ai loro compagni che, armati di mitragliatori, fanno irruzione uccidendo dei demoni e tenendo come ostaggi i sopravvissuti. Purtroppo l'incantesimo sanctorium impedisce solo la violenza demoniaca, di conseguenza Gio e Rondell possono uccidere chi vogliono, in realtà Gio già da tempo sapeva che Gunn frequentava il Caritas, inoltre nessuno di loro vede di buon occhio il fatto che lavora insieme a Angel, un vampiro.
Gio dà a Cordelia il permesso di fuggire, ordinandole di condurre Angel al Caritas, vuole che sia Gunn a ucciderlo. Angel ha un piano, manda Cordelia dalle Furie, sono sue vecchie conoscenze, erano state loro a fare l'incantesimo sanctorium e quindi possono scioglierlo. Angel va al Caritas e a quel punto Rondell e Gio obbligano Gunn a usare contro di lui un paletto, dovrà ucciderlo. Gunn si rifiuta di farlo, ammette di non considerare Angel un amico perché egli è un vampiro, ma non è colpa di Angel se è un mostro e in ogni caso loro due ormai combattono la stessa battaglia.
Le Furie annullano l'incantesimo sanctorium, quindi Angel adesso può combattere e insieme a Wesley e Gunn sconfigge Rondell e i membri della sua banda, mentre Gio muore quando un demone gli mangia la testa. Rondell e i membri della sua banda si arrendono, decidono di sparire, almeno per un po', Wesley è consapevole che per Gunn non è stato facile voltare le spalle al suo vecchio gruppo, perché fare una scelta implica spesso tradire qualcuno. Wesley però si rivolge a lui con parole severe, Gunn avrebbe dovuto dirglielo fin da subito che Rondell era coinvolto con gli omicidi dei demoni, se Gunn metterà ancora una volta in pericolo la Angel Investigations lo caccerà via.
Angel e Gunn sono costretti a confrontarsi, il vampiro è ben consapevole che ciò che ha detto al Caritas è vero, non lo reputa alla stregua di un amico, Gunn si limita semplicemente a dargli che forse in futuro lo considererà tale, tuttavia gli piace lavorare con lui. Angel è consapevole che un giorno, se Gunn sarà costretto a ucciderlo, lo farà senza esitazione.
- Altri interpreti: Andy Hallett (Lorne), Matthew James (Merl), Jarrod Crawford (Rondell), Khalil Kain (Gio).
- Note: È l'ultima apparizione del demone informatore Merl.

## Carpe Noctem
- Titolo originale: Carpe Noctem
- Diretto da: James A. Contner
- Scritto da: Scott Murphy

### Trama
Angel va al cinema con Fred, lei adora trascorrere del tempo con il vampiro, Cordelia è costretta a mettere Angel davanti all'evidenza dei fatti, Fred ha un debole per lui e Angel deve trovare il coraggio di disilluderla. Intanto un uomo di nome Woodrow Raglan, nella suite di un albergo, dopo aver avuto un ménage à trois con due escort muore davanti ai loro occhi, il suo corpo si svuota completamente, l'unica cosa che rimane è la pelle.
Angel legge la notizia sui giornali, Wesley scopre che di recente ci sono state altre morti simili a questa, dunque la Angel Investigations decide di indagare. Gavin intanto vuole continuare a danneggiare Angel attaccando l'Hyperion Hotel facendo leva sul mancato rispetto delle norme edili, Lilah stanca dell'arroganza del collega decide di sabotarlo. Cordelia trova una connessione tra le vittime, tutte loro frequentavano la stessa palestra, quindi lei e Angel vanno a fare delle domande, uno dei dipendenti spiega al vampiro che le vittime seguivano lo stesso corso di pilates.
Angel va nella sala pilates e scopre che essa si affaccia su una casa di riposo, nota che un anziano di nome Marcus Roscoe spia la palestra dalla stanza del proprio dormitorio. Angel va a parlare con Marcus il quale usa un incantesimo scambiando il proprio corpo con quello di Angel: infatti quelle persone sono morte dopo che Marcus aveva preso possesso dei loro corpi, li sceglieva dalla sala pilates che lui spiava, quelle persone morivano dopo che l'effetto della trasmigrazione corporea svaniva.
Cordelia, dato che non era presente quando Marcus e Angel avevano scambiato i loro corpo, porta Marcus (nel corpo di Angel) all'Hyperion Hotel, intanto Angel scopre che il corpo di Marcus è gravemente malato, infatti ha problemi cardiaci, se dovesse subire un infarto gli sarebbe fatale. Marcus, vedendo Fred attratta da lui, la invita a uscire, lei è felicissima quindi accetta con gioia. Mentre Fred si prepara per l'appuntamento arriva Lilah che dà a Marcus (credendo che si tratti di Angel) una falsa documentazione che metterà in regola l'Hyperion Hotel in modo che Gavin non rappresenti più un ostacolo per lui; Marcus cerca di sedurre Lilah, i due si mettono ad amoreggiare, Fred li sorprende il flagrante e ne rimane sconvolta. Marcus involontariamente morde Lilah al collo, lei arrabbiata va via, e a quel punto Marcus prende coscienza che quello che ora possiede è il corpo di un vampiro.
Marcus va in un night club, fa a pugni con alcuni uomini riuscendo a sconfiggerli con facilità, lui è euforico perché ora ha un corpo forte che risponde alle sue esigenze. Intanto Wesley e Cordelia non tardano a capire che il comportamento strano di Angel è dovuto alla sua visita alla casa di riposo, capiscono che qualcuno ha preso possesso del corpo dell'amico. Marcus va alla casa di riposo per uccidere Angel in modo che possa rimanere permanentemente nel corpo del vampiro, in suo aiuto però giungono Fred, Gunn, Wesley e Cordelia, quest'ultima tramortisce Marcus con un taser elettrico.
Wesley capisce che Marcus scambiava il suo corpo con quello degli altri uomini tramite una Pietra Algurian, quindi fa leggere a Angel l'incantesimo che permette a lui e Marcus di riprendere possesso dei rispettivi corpi, poco dopo Marcus viene colpito da un infarto. Angel finalmente parla con Fred spiegandole che loro due non possono amarsi, Fred capisce che è la cosa migliore perché l'amore è fondamentalmente un sentimento che porta sofferenza.
- Altri interpreti: Stephanie Romanov (Lilah Morgan), Daniel Dae Kim (Gavin Park), Rance Howard (Marcus).

## Senza Fred
- Titolo originale: Fredless
- Diretto da: Marita Grabiak
- Scritto da: Mere Smith

### Trama
Angel e Fred vanno nelle fogne a dare la caccia a un demone Durslar, il vampiro stana il demone e lo decapita portando la testa all'Hyperion Hotel, fanno poi la loro comparsa Roger e Trish, sono i genitori di Fred, venuti dal Texas, tramite un detective privato sono risaliti alla Angel Investigations, è da cinque anni che non vedono Fred, dalla sua scomparsa.
Fred, temendo il confronto con i suoi genitori, scappa e raggiunge la stazione dei pullman, tuttavia viene raggiunta dai genitori e degli amici. Fred si riconcilia con Roger e Trish, all'inizio voleva evitarli solo perché, vederli, avrebbe reso per lei più reale i cinque anni traumatici che ha vissuto a Pylea, ma adesso è pronta a riallacciare il rapporto con entrambi. Fa la sua apparizione un demone insetto gigante che attacca Angel, tuttavia Trish lo uccide mettendosi alla guida di un pullman schiacciandolo.
Anche se Roger e Trish ora hanno scoperto che la Angel Investigations lotta contro i demoni, affrontano la cosa positivamente, infatti Angel, Cordelia, Wesley e Gunn prendono subito in simpatia i genitori di Fred. La ragazza decide di lasciare Los Angeles e di tornare in Texas con i genitori, salutando con affetto i suoi amici. All'Hyperion Hotel fanno la loro comparsa altri demoni insetto, Fred però torna indietro e con un congegno di sua invenzione spacca la testa del demone Durslar al cui interno c'erano le uova dei demoni insetti che ormai si sono schiuse: Fred aveva intuito che i demoni insetto avevano deposto le loro uova nel cranio del Durslar e infatti volevano recuperare la loro prole, e infine lasciano l'Hyperion Hotel.
Fred decide di separarsi dai suoi genitori, ora ha capito che il suo posto è all'Hyperion Hotel, Roger e Trish accettano la sua scelta, ma prima di andarsene aiutano Fred a riverniciare la sua camera da letto.

## Billy
- Titolo originale: Billy
- Diretto da: David Grossman
- Scritto da: David Greenwalt

### Trama
Cordelia desidera imparare a combattere, quindi Angel le insegna come usare la spada. Cordelia è l'unica che ha capito che Wesley si è innamorato di Fred, tenta inutilmente di convincerlo a dichiararsi a lei. Cordelia ha una visione di un uomo che uccide la propria moglie in preda alla rabbia, ma questa volta la visione non serve a prevenire un crimine, si tratta invece di un omicidio avvenuto già da una settimana. La Angel Investigations indaga e scopre che Billy era coinvolto nel crimine, Cordelia si sente in colpa, Angel ha liberato Billy per salvare lei, le Forze dell'Essere hanno mostrato a Cordelia quell'omicidio per farle capire che, indirettamente, è responsabile di quanto accaduto.
Angel va a casa di Lilah, il viso della donna è pieno di lividi, infatti Billy ha fatto in modo che Gavin la picchiasse. Lilah rivela a Angel che Billy ha il potere di risvegliare negli uomini la loro indole rabbiosa verso le donne, purtroppo Billy appartiene alla famiglia Blim, sono estremamente influenti, loro si elevano sopra la legge, anche se Lilah è arrabbiata per quello che Billy le ha fatto, non intende aiutare Angel.
Angel ha capito che Billy è un misogino, ama far soffrire le donne e guardarle mentre vengono maltrattate, usa il suo potere per inferocire gli uomini affinché le uccidano senza che lui debba sporcarsi le mani. Cordelia va a trovare Lilah a casa, le fa capire che loro due sono responsabili di quello che sta succedendo perché è colpa loro se Billy è a piede libero, convincendola ad aiutarla. Intanto Wesley esamina un campione di sangue di Billy sperando di capire l'origine del suo potere, ma finisce per diventare preda del potere stesso di Billy, adesso in lui emerge il desiderio di far del male a Fred, tenda di ucciderla ma la ragazza riesce a difendersi.
Angel chiede aiuto a Dylan, è il cugino di Billy, in effetti Dylan lo vuole morto dato che Billy rappresenta un problema, rivela a Angel che sta per prendere il jet privato per scappare. Angel lo raggiunge, così come Cordelia, a quel punto Billy tocca Angel e tenta di risvegliare la sua aggressività in modo che il vampiro uccida Cordelia, ma Angel si rivela immune al suo potere. Arriva Lilah che spara a Billy uccidendolo.
Cordelia domanda a Angel come abbia fatto a resistere al potere di Billy, il vampiro si limita a dirle che ha sempre ucciso senza provare emozioni, altre volte invece per piacere, ma mai per rabbia, Billy non poteva far emergere un istinto omicida che in lui non esiste. Dopo quello che Wesley ha fatto, a causa della vergogna, non si presenta a lavoro da diversi giorni, Fred va a trovarlo a casa spiegandogli che non è arrabbiata, lui è un uomo buono, è stata colpa di Billy se aveva provato a ucciderla, ma lui si sente in colpa, per la prima volta Wesley ha familiarizzato con un aspetto del proprio carattere che non conosceva, terrorizzato all'idea che potenzialmente un giorno potrebbe diventare una persona orribile.

## Progenie
- Titolo originale: Offspring
- Diretto da: Turi Meyer
- Scritto da: David Greenwalt

### Trama
Roma, 1771: Angelus fugge nelle fognature ma un gruppo di uomini che lavora per Holtz lo spingono verso una trappola, a quel punto Holtz e gli uomini del monsignore Rivalli (colui che sposò Holtz e sua moglie Caroline) che era a capo di un gruppo di inquisitori catturano il vampiro dopo che gli era sfuggito quando tentò di stanarlo nel Nord Africa. Holtz tortura Angelus sperando di scoprire da lui dove si nasconde Darla, ma quest'ultima arriva in suo aiuto insieme ad altri vampiri, liberano a Angelus e fuggono, Darla aveva l'occasione di uccidere Holtz ma ha preferito risparmiarlo perché era più divertente vederlo mentre continuava a rovinarsi la vita.
Wesley e Gunn entrano nella villa di un collezionista di oggetti occulti, Wesley vuole impadronirsi della pergamena riguardante la Profezia Nyaziana, riescono ad appropriarsi della pergamena e Wesley inizia così a studiarla. Fred guarda Angel allenare Cordelia non potendo fare a meno di notare che il vampiro ormai è palesemente innamorato di lei. Quando Fred cerca di mettere Angel davanti ai suoi sentimenti per Cordelia, lui nega con fermezza, ma ormai si è lasciato condizionare dalle parole di Fred, tenta goffamente di confessare a Cordelia quello che prova per lei, ma poi capisce che Cordelia lo vede solo come un amico.
Gunn chiede a Wesley per quale ragione la Profezia Nyaziana è così importante, lui gli spiega che essa preannuncia l'arrivo del "Tro-Clon" qualcosa che dovrebbe sancire la purificazione del mondo o la sua rovina. Fred cerca di aiutarlo con l'interpretazione scoprendo che è possibile predire l'avvento del Tro-Clon con uno schema numerico. Darla fa la sua comparsa all'Hyperion Hotel, tutti sono a bocca aperta dato che è incinta, lei dichiara apertamente che Angel è il padre. Sia Angel che Wesley non sanno come spiegarselo dato che i vampiri non possono avere figli, Cordelia è delusa dato che Angel si è lasciato sedurre da Darla, tuttavia Cordelia decide di trattarla con gentilezza visto il suo stato, Darla ha consultato vari veggenti e sciamani ma nessuno a saputo spiegarle il significato di questa incomprensibile gravidanza.
Angel e i suoi amici portano Darla al Caritas che Lorne ha ristrutturato rafforzando l'incantesimo sanctorium che ora proibisce anche la violenza umana oltre che quella demoniaca; Wesley ipotizza che questa gravidanza sia riconducibile al Tro-Clon. Darla è assetata di sangue, morde Cordelia ma interviene Angel che la salva, mentre Darla fugge. Cordelia ha una visione dove aveva visto dei bambini in una sala giochi, probabilmente è lì che Darla andrà a cercare altre prede, Angel va ad affrontarla anche se Wesley lo mette in guardia, adesso che è incinta Darla è più forte di prima.
Angel raggiunge Darla, i due si affrontano ma quando Angel è sul punto di finirla, lei lo supplica di ucciderla, in uno slancio di disperazione lo implora di eliminarla, ormai è evidente che il bambino che aspetta ha un'anima e sta influenzando la madre con dei sentimenti umani, Angel abbraccia Darla aiutandola a calmarsi. Angel riporta Darla all'Hyperion Hotel, intanto Fred con un calcolo matematico scopre che il Tro-Clon inizierà proprio adesso, e infatti in quel momento un demone chiamato Sahjhan evoca dal passato con la magia nera Holtz il cui unico obiettivo è uccidere Angel.
- Guest star: Julie Benz (Darla).
- Altri interpreti: Andy Hallett (Lorne), Keith Szarabajka (Daniel Holtz).

## Accelerazione
- Titolo originale: Quickening
- Diretto da: Skip Schoolnik
- Scritto da: Jeffrey Bell

### Trama
Holtz adesso è stato proiettato nel presente grazie alla magia di Sahjhan, adesso l'unica cosa che vuole è uccidere Angel e Darla, il rancore contro i due vampiri risale al 1764 quando uccisero a York la moglie di Holtz e i loro due figli, Sarah e Daniel (quest'ultimo era solo un neonato) dopo nove anni di caccia senza successo Holtz ricevette la visita di Sahjhan il quale gli rivelò che il cacciatore di vampiri sarebbe morto di vecchiaia senza uccidere Darla e Angel, gli propose quindi di farlo viaggiare in avanti nel tempo di 227 anni in un'epoca dove sarebbe stato più facile per lui uccidere i due vampiri.
Gavin ha fatto posizionare delle videocamere all'Hyperion Hotel, ha fatto anche trascrivere tutto quello di cui la Angel Investigations discute, infatti studiando le trascrizioni Lilah e Gavin scoprono di una gravidanza, e tramite i video vedono a gran sorpresa Darla incinta, informando Linwood Murrow, il nuovo direttore della Wolfram & Hart il quale mira a impadronirsi del bambino che nascerà e sottoporlo a degli esperimenti. Linwood sta ricevendo lamentele dalle varie filiali di Manchester, Berlino e Singapore della Wolfram & Hart dato che erano all'oscuro di questa misteriosa gravidanza, lo studio legale convoca vari veggenti ma nessuno di loro aveva predetto la nascita di un bambino concepito da due vampiri.
Darla confessa che aveva provato varie volte ad abortire, ma una strana forza ha protetto il bambino, Wesley è sempre più convinto che il bambino che nascerà sarà al centro del Tro-Clon, potrebbe portare sventure e dunque la cosa più saggia è ucciderlo quando nascerà, ma Angel non vuole contemplare questa possibilità, è suo figlio e intende proteggerlo. Darla si è consultata solo con degli sciamani, Fred infatti ritiene che sarebbe meglio andare in una clinica ospedaliera.
Sahjhan istruisce Holtz alla cultura moderna, il demone si rivela essere intangibile, infatti se avesse potuto avrebbe ucciso lui personalmente Angel, ecco perché ha evocato Holtz dal passato affinché lo facesse al suo posto, Sahjhan ha il potere di viaggiare in altri mondo demoniaci dove il tempo scorre in maniera diversa, ciò gli ha consentito di invecchiare più lentamente. Sahjhan mette a disposizione di Holtz un gruppo di demoni Grappler che lavoreranno per lui, a detta di Sahjhan sono i combattenti migliori.
La Wolfram & Hart accoglie il dottor Fetvanovich venuto dai Balcani, è un ostetrico che è specializzato nel paranormale, estrarrà dall'utero di Darla il bambino e poi lo studierà tramite bisezione. Fetvanovich e la squadra tattica della Wolfram & Hart guidata da Burke vanno all'Hyperion Hotel per tendere una trappola a Darla e Angel i quali intanto vanno in ospedale insieme Wesley, Fred, Gunn e Cordelia. Riescono a sottrarre l'apparecchiatura per l'ecografia e scoprono che il bambino è umano, ed è un maschietto. Un killer assoldato da Lilah cerca di ucciderli ma viene ammazzato da un gruppo di vampiri che, venuti a sapere della gravidanza, vedono il bambino come un essere degno di adorazione. Tuttavia i vampiri desiderano far del male agli amici di Angel dato che sono umani e il loro sangue dovrà nutrire Darla, a quel punto Angel i suoi compagni affrontano i vampiri riuscendo a fuggire.
Angel torna all'Hyperion Hotel e trova i corpi senza vita di Fetvanovich e di Burke insieme a quelli degli gli uomini della Wolfram & Hart, è stato Holtz a ucciderli, quest'ultimo fa la sua apparizione e Angel vedendo il suo vecchio nemico ancora vivo rimane senza parole.
- Guest star: Julie Benz (Darla).
- Altri interpreti: John Rubinstein (Linwood), Stephanie Romanov (Lilah Morgan), Daniel Dae Kim (Gavin Park), Jack Conley (Sahjhan), Keith Szarabajka (Daniel Holtz).

## Ninna nanna
- Titolo originale: Lullaby
- Diretto da: Tim Minear
- Scritto da: Tim Minear

### Trama
All'Hyperion Hotel, Angel viene immobilizzato dai demoni Grappler. Il vampiro non tarda a capire che Holtz ha raggiunto il 21° secolo per merito dell'alleanza con un demone. Gli chiede di avere pietà di lui; sa che Holtz è un uomo buono e, in effetti, quest'ultimo nota che il vampiro è molto cambiato. Sopraggiunge Lilah, spazientita coi suoi colleghi poiché Fetvanovich e Burke non hanno dato loro notizie. Li trovano morti con gli altri membri dell'unità tattica. La donna rivela a Holtz che Angel è stato maledetto dagli zingari e adesso possiede un'anima. Angel si libera, facendo esplodere una granata.
Nonostante i Soci Anziani vogliano Angel vivo, l'unica cosa che vuole Holtz è ucciderlo. Mette in guardia Lilah: ha ucciso Fetvanovich e Burke, ed è disposto ad ammazzare chiunque altro la Wolfram & Hart coinvolga, se oseranno ostacolarlo. 
Lilah, all'Hyperion Hotel, trova la pergamena della Profezia Nyaziana e la porta via per farla esaminare da un esperto. I demoni Grappler tentano di attaccare Darla, ma gli amici di Angel affrontano i mostri, permettendo a Darla di fuggire rubando un'auto.
Fred è certa che l'arrivo di Holtz, e l'imminente nascita del figlio di Darla e Angel, siano riconducibili al Tro-Crol, una convergenza cosmica. Holtz pretende una spiegazione da Sahjhan, il quale si era astenuto dal dirgli che ora Angel ha un'anima e non è più il vampiro che odiava. Sahjhan è della convinzione che l'anima non impedirà ad Angel di essere una creatura malvagia; tuttavia, Holtz è ancora determinato a ucciderlo. Ritiene che l'essere in possesso di un'anima renderà la sua morte persino più giusta.
Grazie a dei flashback, si scopre di più sul passato di Holtz: quando tornò a casa trovò Caroline a Daniel morti. Solo Sarah sembrava essersi salvata, ma la felicità di Holtz durò poco perché era stata trasformata in un vampiro da Angelus e Darla. Holtz decise di ucciderla davanti ai propri uomini: malgrado le suppliche di sua figlia, la espose alla luce del sole e lei morì, bruciata viva.
Angel riesce a trovare Darla, che ammette di amare il bambino che porta in grembo. È la prima volta nella sua vita che ama qualcuno, ma sa che, quando suo figlio vedrà la luce, lei non saprà volergli bene. Le sensazioni di tenerezza che nutre sono generate dall'anima del bambino che interagisce con lei, e quando il parto si sarà concluso lei tornerà a essere una creatura spietata. Angel porta Darla al Caritas dove Lorne accetta di ospitarli. L'uomo assunto da Lilah traduce una parte della pergamena, che afferma che non ci sarà nessun parto. Wesley e Fred spiegano ad Angel che, essendo Darla un vampiro, il suo corpo non può partorire. Non servirebbe nemmeno un taglio cesareo, in quanto la gravidanza è protetta da una forza superiore. Intanto, il battito del bambino sta diventando sempre più debole.
Gunn dice ad Angel che probabilmente non sono le Forze dell'Essere che hanno voluto il concepimento di questo bambino, e forse la cosa migliore è lasciare che il bambino non sopravviva, impedendone la nascita perché correlato al Tro-Clon, che porterà l'oscurità nel mondo. Holtz e i Grappler appiccano il fuoco al Caritas gettando una granata in un bidone con del liquido incendiario. Angel, Darla, Cordelia, Fred, Wesley, Lorne e Gunn escono per mettersi al sicuro, ma Darla è consapevole che lei e Angel hanno seminato tanto male. Ormai ha capito che questo bambino è l'unica cosa bella che hanno fatto insieme e, con un paletto, muore trafiggendosi il cuore. Il suo corpo si polverizza e l'unica cosa che rimane è il bambino che portava in grembo. Il figlio di Angel finalmente è nato.
Holtz punta la balestra contro Angel, ma vedendolo con in braccio il figlio neonato gli permette di scappare. Sahjhan è furibondo e accusa Holtz di aver fallito perché non ha ucciso Angel quando ne aveva l'opportunità, ma il cacciatore è ancora disposto a lottare contro di lui, giurando di non mostrare pietà.
- Guest star: Julie Benz (Darla).
- Altri interpreti: Andy Hallett (Lorne), Stephanie Romanov (Lilah Morgan), John Rubinstein (Linwood), Daniel Dae Kim (Gavin Park), Jack Conley (Sahjhan), Keith Szarabajka (Daniel Holtz).

## Papà
- Titolo originale: Dad
- Diretto da: Frederick Keller
- Scritto da: David H. Goodman

### Trama
Sahjhan e Holtz si mettono a litigare, quest'ultimo è infastidito dal fatto che il demone non gli aveva detto che Darla aspettava un figlio da Angel, in ogni caso ora che Darla è morta è solo Angel l'unico su cui deve vendicarsi. Darla si è tolta la vita per consentire al figlio di nascere, infatti è per questo che la sua morte non dà a Holtz nessuna soddisfazione, ciò che desidera adesso è far soffrire Angel. I Grappler muoiono infatti Holtz è riuscito ad avvelenarli, uno di loro sopravvive e lo attacca, ma Holtz lo uccide pugnalandolo; Sahjhan non capisce perché ha ucciso i suoi stessi mercenari, Holtz gli spiega che non gli servivano, ha bisogno di qualcuno che non abbia paura di morire per la causa in cui crede, chiede infatti a Sahjhan di usare Internet per fare una ricerca tra i necrologi, nello specifico persone che sono decedute per colpa dei vampiri.
Angel si innamora subito di suo figlio, lo porta all'Hyperion Hotel accompagnato da Cordelia, Fred, Wesley e Gunn, successivamente arriva Lorne che decide di sistemarsi all'Hyperion Hotel ora che il Caritas è distrutto. Un demone cerca di rapire Connor ma Gunn e Wesley lo uccidono, ormai è evidente che molti vorranno appropriarsi del piccolo dato che egli sarà il fattore scatenante del Tro-Clon. Lorne chiede alle Furie di creare uno schermo che protegga l'Hyperion Hotel, intanto Cordelia scopre che su Internet sono stati aperti già vari siti dove viene offerta una ricompensa in denaro a chi rapirà il bambino.
Angel e i suoi amici fanno una lista dei nemici che proveranno a rapire il piccolo, i più pericolosi sono Holtz, la Wolfram & Hart e il culto dei vampiri, tuttavia Wesley individua un altro pericolo, i demoni Lilliad che si nutrono di bambini, e dato che il figlio di Angel è speciale vorranno cibarsene nella speranza di accrescere il loro potere, la magia dei Lilliad aumenta con le fasi lunari e purtroppo quando calerà la notte ci sarà il plenilunio.
Angel vuole occuparsi del suo bambino da solo, ma Cordelia gli fa capire che lui è un vampiro, ha delle limitazioni, quindi deve mettere da parte il proprio orgoglio e lasciarsi aiutare dai propri amici. La Wolfram & Hart tiene d'occhio gli interni dell'Hyperion Hotel con le videocamere che sono state posizionate, Lilah intanto va nell'archivio per fare delle indagini su Holtz scoprendo che è un viaggiatore del tempo dato che quando era un temibile cacciatore di vampiri fece perdere le sue tracce nel 1773 e che aveva tentato di eliminare Darla e Angel per vendicare la morte della moglie e dei loro due figli uccisi da loro, nei nove anni in cui diede la caccia a Angel e Darla uccise 378 vampiri.
Holtz risale al necrologio di Julia Cooper, venne uccisa dai vampiri e scopre che la sorella, Justine, da allora combatte i demoni, quest'ultima in un cimitero lotta contro un vampiro e proprio quando stava per avere la peggio Holtz uccide il vampiro salvandola, invitandola a seguirlo con la promessa che la trasformerà in una combattente migliore.
Con la notte giunge la luna piena, la magia dei Lilliad si intensifica e distruggono la barriera che proteggeva l'Hyperion Hotel, Angel decide di fuggire con il suo bambino attraverso le fogne, grazie alle videocamere la Wolfram & Hart lo scopre e dunque la loro squadra tattica lo insegue, così come anche il culto dei vampiri e i Lilliad, mentre i demoni che entrano nell'hotel vengono uccisi da Wesley con un lanciafiamme. Angel fugge in auto con suo figlio ma viene raggiunto dai suoi inseguitori i quali si uccidono tra di loro, tra l'altro Angel non aveva con sé il figlio, quella che portava era solo una bomba che esplode uccidendo tutti.
Lorne si era accorto delle videocamere e aveva avvertito Angel che infatti ha escogitato la trappola, i suoi amici hanno portato il bambino in ospedale, mentre Angel va alla Wolfram & Hart umiliando Linwood davanti ai colleghi infliggendogli un taglio sulla guancia sinistra mettendo in chiaro che da ora non dovrà mai più mettere in pericolo suo figlio: Linwood, seppur arrabbiato, gli promette che la Wolfram & Hart non rappresenterà più una minaccia per lui e il figlio. Angel va a prendere il suo bambino in ospedale, decide di chiamarlo Connor.

## Buon compleanno Cordelia
- Titolo originale: Birthday
- Diretto da: Michael Grossman
- Scritto da: Mere Smith

### Trama
Gli amici di Cordelia le fanno una sorpresa per il suo compleanno con tanto di torta e regali, proprio quando Angel sembrava sul punto di confessarle ciò che prova per lei, la ragazza ha un'altra visione, ma questa volta non è capace di sopportarla, sviene cadendo in coma. Cordelia, o per meglio la sua proiezione astrale, tenta di interagire con i suoi amici ma non riescono a sentirla o a vederla, Fred scopre che Cordelia fa uso di un farmaco per le emicranie, ciò significa che all'insaputa dei suoi amici già da tempo faticava a gestite le visione.
Gunn e Fred vanno a casa di Cordelia, proprio lì Dennis mostra ai due una scatola che Cordelia nascondeva sotto il letto, dentro ci sono TAC e radiografie del suo cervello, ma anche altri farmaci la cui data di prescrizione risale a oltre un anno, Cordelia non ha voluto dire a nessuno che le proprie condizioni di salute stavano peggiorando. Skip si manifesta a Cordelia, invoca lo spirito di Tammy, una ragazza che nel 1630 ricevette il potere di veggente, in un solo anno è morta perché le visione fecero esplodere la parte inferiore del suo cranio.
Lorne indirizza Angel al Condotto, un luogo dove lui potrà parlare con le Forze dell'Essere. Una volta giunto lì impone alle Forze dell'Essere di privare Cordelia delle visioni, ma la sua richiesta non viene accolta. Skip spiega a Cordelia che solo i demoni possono gestire il potere delle visioni, Doyle commise uno sbaglio a offrire a Cordelia questo potere, si era innamorato di lei, se infatti Cordelia è diventata una veggente è stato per un'iniziativa di Doyle e non per volere delle Forze dell'Essere. Cordelia tuttavia si rifiuta di rinunciare a questo potere temendo che così non potrà aiutare Angel. Skip porta Cordelia nel Condotto dove sente Angel che si rivolge a lei definendola una ragazza insignificante che non doveva avere il potere delle visioni, Cordelia ci rimane male anche se in realtà il vampiro ha detto quelle cose solo per disperazione, lui non vuole che Cordelia muoia.
Skip rivela a Cordelia che l'unico modo per salvarla è riscrivere gli eventi, facendo in modo che Cordelia e Angel non si incontrino alla festa, quella a cui avevano preso parte dopo che lei si era trasferita a Los Angeles. Cordelia accetta e Skip altera gli eventi, Cordelia non avendo incontrato Angel alla festa si è dedicata alla propria carriera, è diventata un'attrice televisiva di successo. Cordelia scopre che Gunn e Wesley lavorano per Angel, addirittura Wesley ha perso il braccio sinistro, inoltre Angel è ormai in preda alla follia, infatti Doyle era il suo unico amico e quando è morto si è isolato, inoltre dopo la dipartita di Doyle le Forze dell'Essere hanno trasmesso proprio a Angel il potere di veggente e lui non è stato capace di conciliare le visioni con i crimini che lo stesso Angel aveva compiuto nei secoli.
Cordelia bacia Angel assorbendo lei stessa le visioni. Skip si arrabbia perché in questo modo si è condannata a morte certa, ma ormai Cordelia è irremovibile, aiutare Angel è parte della sua identità, ora più che mai sente che questo è il suo destino. Skip, pur trovando nobile il comportamento della ragazza, la mette davanti alla realtà dei fatti: lei è umana, non essendo un demone non sopravviverà al potere delle visioni. Cordelia gli chiede se può esistere una soluzione e in effetti Skip è disposto a ripristinare la realtà, ma deve consentirgli di renderla in parte un demone. Tenta di convincerla a riflettere con attenzione perché, se diventasse parzialmente una creatura demoniaca, potrebbe rischiare di non avere più una vita normale ed è impossibile prevedere in che modo Cordelia cambierà. Capendo che Angel è più importante, Cordelia accetta senza esitazione.
Tutto ritorna alla normalità, e Cordelia si risveglia dal coma per la felicità dei suoi amici. Angel per la felicità la abbraccia. Lei adesso può avere le visioni senza provare dolore, ma subito dopo inizia a fluttuare per aria lasciando esterrefatti Angel, Lorne, Wesley, Gunn e Fred; chiaramente è opera dei suoi nuovi poteri demoniaci.
- Altri interpreti: Andy Hallett (Lorne), David Denman (Skip), Heather Weeks (Tammy), Aimee Garcia (Cynthia York).

## Il fornitore
- Titolo originale: Provider
- Diretto da: Bill Norton
- Scritto da: Scott Murphy

### Trama
Anche se Angel ci tiene ancora a servire le Forze dell'Essere e aiutare i bisognosi ora vuole anche garantire a Connor una stabilità economica, quindi decide di trasformare la Angel Investigations in un'attività redditizia, Fred prepara anche un sito web. In effetti l'Hyperion Hotel trabocca di clienti, intanto Wesley si è accorto che anche Gunn è innamorato di Fred, tra i due si instaura un senso di rivalità.
Wesley e Gunn vanno a casa di Allison che cerca protezione da Brian, il suo ex fidanzato che la molesta, è morto ma è risorto come zombie, invece Fred e Lorne vengono ingaggiati dai demoni Nahdrah che vorrebbero che il loro complicato rompicapo venga risolto in modo da offrirlo al loro principe in cambio sono disposti a pagare in anticipo cinquantamila dollari in contanti. Harlan Elster, imprenditore di successo, assolda Angel affinché stermini dei vampiri che risiedono in un edificio abbandonato, lo paga con un assegno, un anticipo di cinquemila dollari. Angel va nel covo e uccide i vampiri ma poi scopre che l'uomo per cui ha lavorato non è il vero Elster, e l'assegno è anche falso, il suo nome è Sam Ryan.
Justine uccide due vampiri, ma Holtz le aveva proibito di combatterli, la punisce inchiodando la sua mano a un tavolo con un cacciavite, per ora la lascerà sola, dovrà sfilarsi il cacciavite solo quando Holtz tornerà, in modo da dimostrargli devozione. Quando Holtz torna vede che Justine è ancora lì con la mano inchiodata al tavolo col cacciavite, ha deciso di rispettare la sua autorità, adesso Holtz le dà un incarico: deve trovare altre persone da reclutare, adesso Holtz ha bisogno di formare un gruppo.
Jack va nell'edificio ma viene attaccato dai vampiri, Angel non li aveva uccisi tutti, tuttavia Angel lo aiuta a sconfiggerli venendo in suo aiuto anche se Jack non può pagarlo. L'amico di Jack era stato ucciso da quei vampiri e desiderava riprendersi l'orologio che gli avevano sottratto. Intanto Wesley e Gunn scoprono che era stata Allison a uccidere Brian, nonostante tutto si amano ancora, e infatti Allison decide di tornare con lui.
Cordelia ha una visione, Fred è in pericolo, infatti risolve il rompicapo ma adesso i Nahdrah vogliono tagliarle la testa e offrirla al loro principe in sostituzione della sua dato che il cervello del demone si sta deteriorando. In soccorso di Fred e Lorne arrivano Angel, Wesley e Gunn che sconfiggono i Nahdrah e uccidono il loro principe, in ogni caso la Angel Investigations si tiene i cinquantamila dollari che i demoni avevano già dato in anticipo.
Angel ha capito comunque che i soldi non sono la cosa più importante, ora che ha un figlio è la prima volta che deve provvedere a qualcuno, ma ora ha compreso che non deve diventare avido. L'episodio si conclude con Angel e Cordelia, sdraiati sul letto, insieme con il piccolo Connor come se fossero tutti e tre una famiglia.
- Altri interpreti: Andy Hallett (Lorne), Laurel Holloman (Justine), Keith Szarabajka (Holtz), Jeffrey Dean Morgan (Sam Ryan), Tony Pasqualini (Harlan Elster), Sunny Mabrey (Allison).

## Dietro le quinte
- Titolo originale: Waiting In The Wings
- Diretto da: Joss Whedon
- Scritto da: Joss Whedon

### Trama
Angel fa una sorpresa ai suoi amici: ha comprato dei biglietti per un balletto e a esibirsi sarà il Blinnikov World Ballet, un corpo di ballo che da oltre un secolo vanta una grande tradizione di successi. Nel 1890, Angel aveva assistito alla loro rappresentazione di  Giselle. 
Lorne rimane all'Hyperion Hotel a fare da baby-sitter a Connor, mentre Angel, Cordelia, Fred, Gunn e Wesley si vestono elegantemente per il balletto. Angel rimane catturato dalla bellezza di Cordelia, ormai anche per Lorne è evidente che lui la ama e prova a convincerlo a farsi avanti con lei. Sono entrambi due eroi, fatti l'uno per l'altra, il problema è che Angel è convinto di non avere nulla da offrirle. Intanto, Fred sta iniziando a capire di ricambiare i sentimenti che Gunn prova per lei.
Angel e i suoi amici assistono al balletto e ne rimangono affascinati, tuttavia Angel nota una cosa strana: si tratta dello stesso corpo di ballo che aveva visto nel 1890, ma i ballerini avrebbero dovuto essere morti già da tempo. Esclude si tratti di vampiri poiché ne avrebbe avvertito la presenza, ma decide comunque di indagare. Entra con Cordelia nel backstage e, ad un tratto, iniziano a parlare come se fossero fuori di sé. Si baciano con ardore, ma escono dal camerino riuscendo a sottrarsi alla passione. Angel capisce che è stata opera di qualche fantasma che li possedeva. La coppia di amici decide di rientrare nel camerino per fare chiarezza, ritenendo che tutto abbia a che fare con la storia di due amanti.
Una volta rientrati nel camerino, la passione li travolge di nuovo; Angel spoglia Cordelia e, proprio quando sta per fare l'amore con lei, arrivano dei mostri mascherati che li attaccano. Questi attaccano anche Wesley, Fred e Gunn, che riescono tuttavia a sconfiggerli. Gunn però resta ferito e Fred lo accudisce, poi i due si baciano sotto lo sguardo di Wesley.
Quest'ultimo ha capito trattarsi di una bolla temporale creata da Kurskov, colui che è a capo del Blinnikov World Ballet, uno stregone innamorato da sempre della prima ballerina, che però amava un altro uomo. Per la gelosia nell'aver visto Fred e Gunn baciarsi, Wesley si è lasciato possedere brevemente dalla bramosia di Kurskov e scopre che, per punire la prima ballerina che non corrispondeva il suo amore, aveva trasformato Giselle in una bolla temporale, dove la ballerina per tutto questo tempo è rimasta intrappolata. Kurskov manda altri mostri mascherati ad attaccarli, ma Angel fugge mentre i suoi amici combattono contro di loro. Nel combattere, come Wesley aveva previsto, i mostri mascherati sovraccaricano l'incantesimo temporale e creano degli strappi nella realtà. Attraverso uno di essi, Angel raggiunge la prima ballerina. Questa gli rivela di aver voluto scappare con Stefan, il suo amante, preferendo lui all’ambizione e rimanendo quindi nel corpo di ballo di Kurskov, ma Stefan scelse poi di abbandonarla. 
Angel raggiunge Kurskov nel palco, da cui stava assistendo allo spettacolo, e lo sconfigge colpendolo con un pugno. Distrugge il cristallo incastonato nel medaglione che portava al collo, fonte dell'incantesimo temporale che finalmente svanisce. La prima ballerina scompare, ora può riposare in pace. Angel e i suoi amici ritornano all'Hyperion Hotel, dove ad attenderli c'è Groosalugg. È tornato da Pylea dove ormai c'è parità di diritti e, non essendo più necessario che lui governi come sovrano, è stata istituita una repubblica.
Angel voleva confessare a Cordelia quello che prova, ma Groosalugg è venuto nel loro mondo per stare con lei, che lo bacia. Mentre anche Gunn e Fred sono diventati una coppia, sia Wesley che Angel soffrono in silenzio. Hanno atteso troppo e non sono riusciti a dichiarare alle donne che amano i propri sentimenti.
- Altri interpreti: Andy Hallett (Lorne), Mark Lutz (Groosalugg), Summer Glau (Prima ballerina).

## Gelosia
- Titolo originale: Couplet
- Diretto da: Tim Minear
- Scritto da: Tim Minear e Jeffrey Bell

### Trama
Groosalugg e Cordelia ora possono stare insieme. Lorne ha capito che Angel sta soffrendo, ma lui si ostina ad affermare che non prova nulla per Cordelia. Quest'ultima vuole fare l'amore con Groosalugg, ma teme che, a causa del com-shuck, perderebbe il potere delle visioni. Intanto, ha la visione di un demone Senih'D. Angel e Groosalugg vanno a cercarlo, e Groosalugg riesce a percepirne la presenza.
I due lo trovano all'interno di una struttura, ma scappa sfondando una parete e uscendo all'esterno. Angel non può raggiungerlo a causa della luce del sole, perciò Groosalugg lo insegue da solo e lo uccide, venendo acclamato dai presenti che hanno assistito alla lotta. Wesley è il solo che si è accorto di quanto Angel si senta inferiore a Groosalugg. Wesley ritiene giusto studiare ancora la Profezia Nyaziana, per capire quale sarà il ruolo di Connor in tutto ciò. Nonostante la Wolfram & Hart abbia rubato la pergamena, riesce ad entrare in possesso di alcuni testi della profezia trascritti da altri studiosi.
Frakes si rivolge alla Angel Investigations per indagare su Jerry, il suo fidanzato che lei sospetta la tradisca. Wesley incarica Gunn e Fred di pedinarlo. I due lo seguono, ma assieme a lui vengono attirati nel sottosuolo da un albero demoniaco. Tramite un'ADSL l'albero demoniaco adesca persone sulla rete Internet e, tramite le sue radici, assorbe la loro forza vitale.
Cordelia scopre che esiste una pozione che, nel caso lei la bevesse, le permetterà di conservare le visioni pur facendo sesso con Groosalugg. Lo manda a prenderla insieme ad Angel, in un bordello. Angel e Groosalugg ritirano la pozione, ma in quel momento Angel riceve una telefonata da Fred e Gunn che gli chiedono aiuto. Angel, accompagnato da Groosalugg, va a salvare gli amici. L'albero demoniaco tenta di assorbire l’energia di Angel, ma finisce con l'indebolirsi poiché Angel è un vampiro e non possiede energia vitale. Gunn uccide il demone albero con un colpo di spada.
Gunn si sente mortificato per Wesley, solo ora ha capito che lui ama Fred; Wesley decide di mettersi da parte, limitandosi a chiedere a Gunn di non farla soffrire. 
Angel dona a Cordelia dei soldi che ha risparmiato, permettendole di fare una vacanza di due settimane, in modo che lei e Groosalugg possano stare insieme in tutta pace. Dal modo in cui Cordelia guarda Angel è evidente che ormai ha capito che lui la ama. Angel è comunque felice, lui ha Connor e non si sente solo. Wesley traduce un verso della Profezia Nyaziana che afferma che "il padre ucciderà il figlio", e ciò sembra significare che Angel ucciderà Connor.

## Lealtà
- Titolo originale: Loyalty
- Diretto da: James A. Contner
- Scritto da: Mere Smith

### Trama
Angel e Fred sono preoccupati per Wesley; ormai non esce più, è assorbito dai suoi studi sulla Profezia Nyaziana tenendo tutti all'oscuro del passaggio che ha tradotto, secondo cui Angel è destinato a uccidere Connor. 
Una donna di nome Aubrey si rivolge alla Angel Investigations: vuole pagarli per eliminare dei vampiri che hanno ucciso suo figlio, di conseguenza Gunn e Fred stanano i vampiri e li uccidono. In realtà, Aubrey lavora per Holtz e voleva solo studiare la squadra della Angel Investigations.
Ormai Holtz si è circondato di un gruppo abbastanza compatto. Li ha convinti ad abbracciare la sua causa, ha persino catturato dei vampiri in modo che i suoi uomini possano affrontarli e allenarsi, migliorando le loro capacità di lotta. Sahjhan si arrabbia con Holtz, affermando che il suo piano per eliminare Angel sta procedendo troppo lentamente. Il cacciatore di vampiri a quel punto lo minaccia; è in possesso di un'Ulna Resikhiana che ha il potere di sigillare Sahjhan, e Holtz minaccia di usarla contro di lui se continuerà a infastidirlo.
Angel porta Connor nell'ambulatorio del pediatra, dove una donna che lavora per la Wolfram & Hart ruba un campione di sangue di Connor. 
Nel proprio ufficio, Lilah riceve la visita di Sahjhan che le offre un'alleanza per eliminare Angel. Lei è decisamente allettata, benché lo studio legale non desideri la morte del vampiro. Quando Lilah chiede a Sahjhan per quale motivo vuole la morte di Angel, lui preferisce non risponderle e Lilah intuisce che il demone, pur non temendo Angel, è spaventato da qualcos'altro ed è per questo che vuole uccidere il vampiro. Sahjhan spiega a Lilah che il sangue di Connor è la chiave per la realizzazione di un suo piano.
Wesley, dietro consiglio di uno stregone, si rivolge all'oracolo Loa che è infastidito dalla sua presenza, ma conferma che Angel ucciderà Connor. 
Aubrey va all'Hyperion Hotel per consegnare a Wesley l'assegno, ma lui e Angel mettono ben in chiaro che ormai hanno capito che lei lavora per Holtz. Aubrey ammette che la storia che aveva raccontato su suo figlio era vera, ma lottare per Holtz le ha dato uno scopo. Angel non intende intralciarla, considera Holtz una brava persona e Aubrey è libera di lottare al suo fianco se lo desidera, ma le chiede di portare a Holtz un messaggio da parte sua: lo ucciderà, se oserà rappresentare una minaccia per lui o Connor.
Aubrey torna al rifugio senza rendersi conto che Wesley l'ha seguita. Parla con Holtz, tentando di convincerlo ad accantonare l'astio per Angel, addirittura Wesley è pronto a offrire a Holtz la propria vita in cambio di quella di Angel, ma Holtz non è interessato. Malgrado Angel possieda un'anima, dà per scontato che l'assassino spietato che alberga in lui un giorno si risveglierà; gli zingari gli hanno restituito la sua anima per punirlo dei suoi crimini in modo da farlo vivere sopraffatto dal rimorso, ma secondo Holtz è solo la morte l'unica valida penitenza per il vampiro.
Holtz racconta a Wesley nel dettaglio ciò che Angel fece alla sua famiglia, a iniziare da sua moglie Caroline, che Angel violentò e uccise, poi spezzò l'osso del collo a suo figlio, il piccolo Daniel, e infine trasformò la figlia Sarah in un vampiro. Holtz spiega che ciò che desidera è proteggere Connor da Angel, dando per scontato che il vampiro prima o poi tenterà di far del male al suo stesso figlio.

## Sogni d'oro
- Titolo originale: Sleep Tight
- Diretto da: Terence O'Hara
- Scritto da: David Greenwalt

### Trama
Lorne porta all'Hyperion Hotel una sua amica, Kim, una musicista che vuole rivolgersi alla Angel Investigations. I membri della sua band sono dei crudeli demoni Wraith-er e vogliono trasformare anche lei in un demone. Angel, Fred e Gunn decidono di occuparsene personalmente, li affrontano e Angel li uccide con eccessiva brutalità. Gli amici di Angel sono preoccupati, è da tempo che non fa che delirare, oltre al fatto che è diventato aggressivo.
Holtz ormai è disposto a uccidere non solo Angel, ma anche i suoi amici perché, nonostante siano umani, li reputa colpevoli di aiutare un vampiro. Justine, tuttavia, ha degli scrupoli di coscienza: uccidere degli esseri umani è moralmente sbagliato. Notando le sue incertezze, Holtz si appresta a ucciderla, ma proprio in quel momento arriva Wesley che gli fa una proposta: nessuno dovrà morire, né i membri del gruppo di Holtz, né tanto meno gli amici di Wesley, perché lui è disposto a consegnargli Connor. Holtz accetta la sua proposta, ma mette in chiaro che, se Wesley non gli consegnerà il bambino, ucciderà tutti quanti.
Angel arriva ormai a inferocirsi quando sente Connor piangere, ma ha capito che i suoi scatti di rabbia sono sintomatici di una manipolazione. Lorne intuisce che qualcuno ha contaminato il sangue di maiale di cui Angel si nutre; Fred lo analizza e vi scopre tracce del sangue di Connor. Angel comprende che è opera della Wolfram & Hart: il piano era che Angel assaporasse il sangue di suo figlio affinché ne bramasse la morte. Mentre Lilah si trova in un bar, viene raggiunta da Angel che la minaccia, promettendole che la farà soffrire, poi fa la sua comparsa Sahjhan. Nonostante Angel abbia capito che è stato lui a portare Holtz nella loro epoca, non comprende per quale ragione il demone lo voglia morto.
Wesley ha inteso che Justine è infatuata di Holtz; tenta di farla ragionare perché l'uomo è accecato dalla vendetta ed è diventato spietato. Justine sta commettendo un errore a fidarsi di lui. 
All'Hyperion Hotel, Wesley prende in braccio Connor e gli canta una ninna nanna. Quando Lorne lo sente, per merito del suo potere empatico capisce che l'amico ha brutte intenzioni, ma Wesley lo tramortisce e scappa con Connor. Holtz e i suoi uomini attaccano l'Hyperion Hotel, ma Angel, Gunn, Fred e Lorne li sconfiggono. Holtz si allontana, il suo scopo era tenere impegnato Angel per dare a Wesley il tempo di allontanarsi.
Quando Angel scopre da Lorne che Wesley ha rapito Connor per consegnarlo a Holtz, minaccia di torturare uno degli uomini di Holtz per scoprire dove è stato portato il bambino. Justine con un coltello taglia la gola a Wesley, perché lei e Holtz vogliono portare Connor nello Utah e crescerlo come fossero i veri genitori. Angel, Lilah e la squadra tattica della Wilfram & Hart li raggiungono, ma Holtz giura che ucciderà il piccolo se Angel non gli permetterà di fuggire con lui. Gli promette che lo amerà come un figlio, quindi Angel accetta l'accordo.
Holtz tuttavia non si fida di lui, dà per scontato che Angel gli darà la caccia, perciò decide di uccidere il piccolo. Angel pur di salvarlo gli giura solennemente che rinuncerà a Connor, dando a Holtz il permesso di scappare e di crescerlo come suo figlio. In quel mentre, appare Sahjhan che non accetta nella maniera più assoluta che il bambino sopravviva. Apre uno squarcio con i suoi poteri, un collegamento con la dimensione infernale di Quor'toth che, come afferma Sahjhan, è la dimensione demoniaca più pericolosa. Minaccia di allargare lo squarcio in modo che tutti ne vengano risucchiati, Lilah dà ai suoi uomini l'ordine di sparare a Holtz e Connor. Holtz pur di salvare il bambino si lancia con lui verso lo squarcio dimensionale, infine Sahjhan chiude il varco tra le due dimensioni.
Sahjhan scompare ritenendosi soddisfatto, si è liberato del bambino esiliandolo a Quor'toth. Lilah decide di andarsene insieme ai suoi uomini, lasciando Angel completamente solo. Sa che ora il vampiro, avendo perso suo figlio, è in preda alla disperazione.

## Perdono
- Titolo originale: Forgiving
- Diretto da: Turi Meyer
- Scritto da: Jeffrey Bell

### Trama
Fred e Gunn si recano a casa di Wesley e notano che sono spariti alcuni dei suoi effetti personali. Ne deducono che l’amico progettasse di lasciare Los Angeles una volta rapito Connor. 
Justine intanto prende il comando del gruppo e uccide i vampiri che tenevano prigionieri; adesso ciò che desidera è eliminare Angel. È piena di rabbia perché ha capito che Holtz non provava nulla nei suoi confronti, ma desiderava solo impossessarsi di Connor. 
Lorne, su richiesta di Angel, fa delle ricerche su Quor'toth, che scopre essere una dimensione tanto temuta da venire isolata dalle altre; non esistono portali che conducano in quel regno demoniaco, quindi Sahjhan era stato costretto ad aprire uno strappo nel tessuto della realtà per creare quel varco dimensionale. Raggiungere Quor'toth e recuperare Connor sembra impossibile.
Dato che Sahjhan è stato capace di creare uno strappo dimensione, Angel vuole costringerlo a farlo nuovamente, ma il problema è che il demone è intangibile. Angel capisce che le risorse della Wolfram & Hart gli sono necessarie. Rapisce Linwood e minacciandolo di tortura lo costringe ad aiutarlo; Lilah, su richiesta di Linwood, porta Angel nella Camera Bianca che persino lei teme. Nella Camera Bianca il vampiro conosce una bambina, che gli rivela che Sahjhan e il clan demoniaco a cui apparteneva seminavano morte e violenza. Lei li maledì rendendoli intangibili, solo le Ulne Resikhiane hanno il potere di imprigionarli. La bambina è pronta a offrire ad Angel l'incantesimo che permetterà a Sahjhan di recuperare la sua essenza corporea, ma chiede in cambio la morte di Lilah. Il vampiro si appresta a ucciderla, ma la bambina lo ferma. Il sacrificio di Lilah non è necessario, voleva solo mettere alla prova la determinazione di Angel.
Fred e Gunn trovano gli appunti di Wesley nella spazzatura: scoprono che aveva tradotto un passaggio della Profezia Nyaziana secondo cui Angel avrebbe ucciso Connor. Ora capiscono che Wesley voleva solo proteggere il bambino; quando lo spiegano ad Angel, lui giura che non avrebbe mai fatto del male al suo stesso figlio, ciò che ha fatto Wesley è imperdonabile. Lilah offre ad Angel un po' del suo sangue per l'incantesimo e Sahjhan torna a essere tangibile proprio mentre si trova in al centro di una strada. Viene investito da un'auto che riesce a ribaltare. Justine e i suoi uomini attaccano Angel all'Hyperion Hotel, ma il vampiro li sconfigge facilmente, poi va alla ricerca di Sahjhan.
Si reca nel luogo dove Sahjhan era tornato corporeo. Nell'auto che lo aveva travolto trova tracce del suo sangue e fiutandone l'odore lo rintraccia. Angel ha capito che il demone temeva Connor, infatti Sahjhan, per oltre mille anni, ha temuto che il figlio di Angel lo avrebbe ucciso. Secondo la Profezia Nyaziana, egli sarebbe morto per mano del figlio del vampiro con l'anima quando avrebbe raggiunto la maturità virile. Sahjhan fa una terribile rivelazione ad Angel: è stato lui che, viaggiando indietro nel tempo, ha manomesso le interpretazioni della Profezia Nyaziana in modo che Wesley, traducendola, avrebbe creduto erroneamente che Angel avrebbe fatto del male a Connor. Di conseguenza, Wesley è stato ingannato.
Angel tenta di costringere Sahjhan a riaprire un altro squarcio dimensionale per Quor'toth, ma il demone si rifiuta perché quell'incantesimo poteva essere usato una sola volta. Tentare di riaprire un altro squarcio nel tessuto della realtà potrebbe portare l'universo alla distruzione. Angel, Fred e Gunn lo affrontano ma lui li sconfigge con facilità. Tuttavia interviene Justine che, usando l'Ulna Resikhiana che Holtz custodiva, intrappola Sahjhan.
Wesley è sopravvissuto e viene ricoverato in ospedale. Lorne tenta di convincere Angel a perdonarlo. Quando il vampiro va a trovare l'amico, in un primo momento si rivolge a lui con un tono di voce calmo e gentile, ma poi tenta di soffocare Wesley venendo allontanato dagli infermieri. Angel urla che Wesley per lui è morto.

## Lascia o raddoppia
- Titolo originale: Double Or Nothing
- Diretto da: David Grossman
- Scritto da: David Goodman

### Trama
Cordelia e Groosalugg tornano dalla vacanza. La ragazza scopre ciò che è successo a Connor; ormai, Angel trascorre tutto il suo tempo a guardare la culla vuota del suo bambino. 
Fred va a trovare Wesley in ospedale per restituirgli tutta la sua roba, non è più il benvenuto all'Hyperion Hotel e alla Angel Investigations. Gli rivela che la profezia da lui tradotta era falsa, ma in ogni caso Wesley è colpevole di aver agito alle spalle dei suoi amici. Ha sbagliato a voler fare tutto da solo, se si avvicinerà nuovamente ad Angel quest'ultimo lo ucciderà.
Una coppia sposata si rivolge alla Angel Investigations: un demone Skench ha preso possesso della loro abitazione. Si tratta di un caso a cui Wesley stava lavorando, quindi Gunn interviene personalmente. Si reca all’abitazione e uccide facilmente il Skench. Tuttavia, poco dopo, arriva un altro demone. Costui lavora per Jenoff, proprietario di un casinò, ed è un demone a cui Gunn a 17 anni aveva venduto la sua anima. Jenoff adesso vuole reclamarla, ma il problema è che Gunn si è innamorato di Fred e l'anima di Gunn appartiene a lei. Jenoff la vuole per sé ed è pronto a uccidere Fred pur di riscuoterla.
Gunn lascia Fred mentendole, affermando che la tradisce con un'altra, ma lei non gli crede. Ha capito che il suo uomo è nei guai, dunque chiede aiuto ad Angel, Cordelia e Groosalugg. Gli amici fanno irruzione nel casinò di Jenoff che stava per riscuotere l'anima di Gunn. Angel e Gruusalugg sconfiggono le sue guardie del corpo, infine Angel decapita Jenoff con un'ascia. Dal collo di Jenoff emerge una nuova testa rigenerata, ma a quel punto tutti coloro che hanno un debito con lui ne approfittano per attaccarlo e ucciderlo. In questo modo, Gunn e la sua anima sono salvi.
Wesley si è ristabilito, lascia l'ospedale e torna a casa, completamente solo. Fred perdona Gunn e i due tornano insieme, tuttavia, mossa dalla curiosità, gli domanda per quale motivo avesse venduto l'anima a Jenoff: Gunn le rivela che lo fece semplicemente per entrare in possesso del furgone. A quel tempo era un ragazzo superficiale, non sapeva quanto un'anima fosse preziosa, ma soprattutto non credeva di avere un futuro per cui combattere. Adesso ha capito quanto la sua vita sia cambiata, stare con Fred lo rende felice. Cordelia guarda Angel mentre lui smonta la culla di Connor, anche se sta soffrendo ormai ha accettato di averlo perso.

## Il prezzo
- Titolo originale: The Price
- Diretto da: Marita Grabiak
- Scritto da: David Fury

### Trama
Angel e i suoi amici ristrutturano la vecchia camera da letto di Connor, adesso Angel è tornato alla guida della Angel Investigations ora che Wesley è stato allontanato. Fred ritiene che la cosa giusta sia perdonarlo ma Gunn e Cordelia non lo vogliono più nel gruppo, Angel lo ucciderebbe, era uno dei suoi amici più cari e ha scelto di tradirlo. Gavin si congratula con Lilah dato che lei ha contribuito a far sì che Angel si avvicinasse al proprio lato oscuro avendo quasi ucciso Wesley oltre a praticare la magia nera.
Adesso Angel vuole concentrarsi sul lavoro, un uomo di nome Phillip va all'Hyperion Hotel per chiedere il loro aiuto ma una strana larva simile alla gelatina prende possesso di lui, Phillip inizia a delirare e a diventare aggressivo, non fa altro che nutrirsi di sostanze liquide, poi parla con Angel affermando che è tutta colpa sua, a parlare è chiaramente la larva che ha preso possesso di lui che priva il corpo di Phillip di tutti i suoi liquidi fino a diventare gesso morendo, mentre la larva scappa.
L'Hyperion Hotel viene isolato mentre Angel, Lorne, Groosalugg, Fred, Gunn e Cordelia danno la caccia alla larva, ma poi ne appaiono altre, è un'infestazione. Angel capisce che l'origine di tutto è l'atrio dell'Hyperion Hotel (dove Angel aveva usato la magia nera per restituire a Sahjhan la sua tangibilità) queste creature sono attratte dalla magia nera che aveva usato. Fred prova a fare delle ricerche ma è inutile, non è ferrata su questi argomenti come Wesley. Una larva prende possesso di Fred e parla con Angel affermando che stanno scappando da un essere che viene chiamato Il Distruttore il quale in realtà sta dando la caccia proprio a Angel.
Groosalugg si sta rendendo conto che Cordelia prova per Angel un sentimento che va oltre l'amicizia avendo notato che il vampiro per lei rappresenta la sua priorità. Gunn fa bere a Fred una bevanda alcolica, infatti gli alcolici disidratano e Fred riesce così a espellere la larva vomitandola. Ad un tratto una delle larve si lancia contro Cordelia ma lei istintivamente lo afferra con una mano, Cordelia emana una luce molto intensa che riesce a eliminare tutte le larve dell'Hyperion Hotel scongiurando la minaccia. Cordelia ipotizza che questo potere deve essere una conseguenza del fatto che ora è in parte un demone.
Angel anche senza rivolgere la parola a Gunn mette in evidenza la rabbia contro di lui avendo capito che quando Fred è stata posseduta si era allontanato temporaneamente dall'Hyperion Hotel per chiedere aiuto a Wesley, è stato quest'ultimo che aveva avuto l'idea di farle bere dell'alcool per liberarla dalla larva. Nell'atrio dell'Hyprion Hotel appare un portale dimensionale dal quale sbuca un enorme demone ma subito dopo, sempre dal portale, fa la sua apparizione il fantomatico Distruttore che si rivela essere un ragazzo adolescente il quale uccide il demone con facilità. Il ragazzo guarda Angel chiamandolo "papà" infatti si tratta di Connor.
- Altri interpreti: Andy Hallett (Lorne), Mark Lutz (Groosalugg), Stephanie Romanov (Lilah Morgan), Daniel Dae Kim (Gavin Park), Vincent Kartheiser (Connor).

## Un nuovo mondo
- Titolo originale: A New World
- Diretto da: Tim Minear
- Scritto da: Jeffrey Bell

### Trama
Connor combatte contro Angel, Groosalugg e Gunn riuscendo a metterli in difficoltà, poi fugge dall'Hyperion Hotel, suo padre prova a seguirlo ma Gunn e Groosalugg lo fermano evitando che muoia bruciato vivo dal sole. Fred capisce che quella frattura dimensionale dalla quale è uscito Connor è un collegamento per Quor'toth, Angel intuisce che il periodo che Connor ha trascorso vivendo lì ha trasformato suo figlio in una persona aggressiva. Wesley a casa sua riceve una visita di Lilah, quest'ultima gli offre un lavoro alla Wolfram & Hart ma lui lo rifiuta.
Connor è confuso, si ritrova in un mondo a lui sconosciuto, incontra una ragazza di nome Sunny, una tossica che si mette a litigare con Tyke, uno spacciatore, il quale finisce per aggredirla, Connor prende le sue difese, stacca a Tyke l'orecchio sinistro, infine Sunny ruba a Tyke i soldi e la droga fuggendo con Connor. Fred e Gunn trovano Groosalugg e Cordelia privi di sensi nell'atrio dell'Hyperion Hotel, una massa di energia generata dal portale li ha investiti, infatti ipotizzano che qualcun altro sia appena uscito da quel portale.
Sunny compra del cibo e porta Connor in un rifugio per tossici, i due parlano amichevolmente e finiscono col baciarsi, ma poi Sunny assume una dose di droga e muore per overdose. Arriva Angel il quale capisce che Connor è stato cresciuto da Holtz, quest'ultimo ha perso la sua famiglia per colpa del vampiro e dunque ha educato Connor a odiare il padre biologico. Arrivano Tyke e i suoi uomini che attaccano Angel e Connor, tuttavia la polizia fa irruzione e inizia un conflitto a fuoco, un agente di polizia con il suo fucile spara a Connor il quale rimane senza parole vedendo Angel fargli da scudo e proteggerlo, infine padre e figlio fuggono via.
Lorne porta all'Hyperion Hotel una strega specializzata in magie dimensionali che chiude la crepa che collegava l'hotel a Quor'toth. Angel e Connor si separano, tuttavia il vampiro lo invita a venire a vivere all'Hyperion Hotel se lo desidera, ormai Connor sembra aver capito che suo padre non è una persona cattiva. Connor poi si incontra con un uomo, la persona che era uscita dallo strappo dimensionale all'Hyperion Hotel, che si rivela essere Holtz, ormai invecchiato, e Connor si rivolge a lui chiamandolo "papà".

## Benedizione
- Titolo originale: Benediction
- Diretto da: Tim Minear
- Scritto da: Tim Minear

### Trama
Holtz ha cresciuto Connor come un figlio, quest'ultimo ha trovato il portale per tornare sulla Terra seguendo i demoni Sluk (quelli che poco prima avevano infestato l'Hyperion Hotel) Holtz e Connor si stabiliscono in un motel, guardando la data sul giornale Holtz scopre che sono trascorsi pochi giorni sulla Terra da quando è fuggito con Connor attraversando il portale per Quor'toth capendo che nella dimensione demoniaca il tempo è trascorso più velocemente. Holtz è contento che Connor non abbia ucciso Angel, non vuole che diventi un assassino spietato, chiedendogli infatti di andare a vivere con Angel, pur consigliandogli di diffidare del padre, gli chiede di imparare a conoscerlo.
Angel è felice che Connor abbia deciso di stabilirsi all'Hyperion Hotel, intanto Wesley viene invitato in un night club da Lilah la quale vuole offrirgli la possibilità di vendicarsi di Justine, infatti Lilah ha invitato vari vampiri affinché le tendano una trappola, ma intervengono Angel e Connor (Cordelia li aveva mandati lì dopo aver avuto una visione) i due sconfiggono i vampiri salvando Justine, quando Wesley e Lilah vedono Connor combattere non tardano a capire che quello è il figlio di Angel. Groosalugg intanto si sta allontanando da Cordelia, per lui è sempre più evidente che la donna che ama pensa solo a Angel.
Fred costruisce un contatore Geiger modificato che rintraccia le radiazioni di Quor'toth di cui il corpo di Connor è pregno, tramite il contatore Geiger riescono a inseguire Connor fino al motel dove scoprono che il ragazzo si vede di nascosto con Holtz. Quest'ultimo confessa a Connor di averlo visto insieme a Angel mentre lottavano contro i vampiri, e ha capito che il ragazzo sta imparando a voler bene al padre benché Connor neghi con ostinazione, infine Holtz dà a Connor il permesso di andare a vivere con Angel anche perché in fondo il ragazzo desiderava conoscere il vero padre, ed è questo il motivo per cui ha lasciato Quor'toth. Quando Connor lascia solo Holtz, quest'ultimo riceve la visita di Justine, ormai lei ha capito Holtz per quasi tutto il tempo in cui hanno combattuto insieme non ha fatto che manipolarla, ma purtroppo lei desidera ancora la sua approvazione, Holtz le confessa che ormai ama Connor, l'affetto per lui ha restituito un senso alla sua vita.
Quando Connor torna all'Hyperion Hotel si mette a insultare Lorne, lui infatti discrimina i demoni e quando scopre che anche Cordelia è in parte una creatura demoniaca cerca di ucciderla ma lei usando ancora il potere della luce riesce a placare la sua rabbia, infatti ha eliminato ogni traccia residua del potere di Quor'toth che è in lui, era quel potere che lo rendeva aggressivo e violento. Quando Fred e Gunn rivelano a Angel che Holtz è a Los Angeles, il vampiro va a trovarlo nel motel, non può odiarlo perché Holtz ha cresciuto Connor al contrario di Angel che gli uccise i figli, l'unica cosa che Angel può dirgli è che non è più il vampiro che era allora, si scusa con Holtz per il dolore che gli ha arrecato, infine quest'ultimo rinuncia a Connor dato che ormai è troppo vecchio e non ha niente da offrirgli, ora ha capito che rapirlo non è stato un gesto dettato dalla giustizia ma dalla vendetta la quale è meno appagante di quanto credesse, chiedendo a Angel di lasciare a Connor una lettera dandogli anche il permesso di leggerla.
Gunn e Fred portano Connor in una spiaggia, quando il ragazzo si allontana discutono su Holtz e sul fatto che Angel sia andato a trovarlo, non possono fare a meno di domandarsi se Angel lo ucciderà, ma poi capiscono che Connor, per merito del suo sensibile udito, ha sentito tutto, credendo che il suo padre adottivo sia in pericolo corre al motel. Angel intanto legge le bellissime parole che Holtz ha scritto per Connor dove ammette di amarlo sopra ogni cosa, non ha avuto il coraggio di dirgli addio di persona perché, in caso contrario, non avrebbe avuto la forza di separarsi da lui. Connor, raggiunto il motel trova Justine insieme al corpo senza vita di Holtz, dai segni sul collo tutto fa supporre che a ucciderlo è stato il morso di un vampiro, dando per scontato che è stato Angel ad ammazzarlo. In realtà è stata Justine, su richiesta dello stesso Holtz, a ucciderlo, questa infatti è la vendetta finale di Holtz il quale voleva rivoltare Connor contro il suo stesso padre.

## Domani
- Titolo originale: Tomorrow
- Diretto da: David Greenwalt
- Scritto da: David Greenwalt

### Trama
Connor piange stringendo tra le sue braccia il corpo di Holtz, ormai Justine è riuscita a ingannarlo facendogli credere che Angel è l'assassino, Justine si offre di aiutarlo a ucciderlo ma Connor non intende farlo, vuole vendicarsi in un altro modo. Credendo erroneamente che è stato Angel a uccidere Holtz, per timore che quest'ultimo possa risorgere come vampiro, gli taglia la testa e dà fuoco al suo corpo.
Connor torna all'Hyperion Hotel facendo buon viso a cattivo gioco, Angel ingenuamente crede che tutto si stia risolvendo per il meglio, intanto Groosalugg decide di lasciare Cordelia, ha capito che lei ama solo Angel, i due si separano amichevolmente. Lorne decide di partire per Las Vegas, anche se amava Connor quando quest'ultimo era un neonato, ora lo teme dato che il ragazzo ha ancora dei pregiudizi contro i demoni, tuttavia rivela a Angel che Cordelia ricambia il suo amore.
Connor chiede a suo padre di addestrarlo, poi i due vanno al cinema drive in a vedere un film con Fred e Gunn, proprio lì Linwood e Gavin, appostati, ordinano a una squadra tattica di catturare Connor, tuttavia quest'ultimo, aiutato da Angel e Gunn, sconfigge gli uomini della Wolfram & Hart, poi Angel riesce a stanare Linwood e a quel punto Connor lo minaccia intimandogli di non avvicinarsi più a lui e al padre.
Lilah raggiunge Wesley in un bar tentando di fargli prendere coscienza che quella di Connor era una nascita che non doveva avvenire, ciò indica che lui potrebbe essere destinato a fare del bene o a portare l'oscurità nel mondo. Wesley torna a casa accompagnato da Lilah, i due fanno sesso anche se poi lui la manda via, ammette che stare con Lilah lo porta solo a provare disgusto, invece lei gli confessa che sono la sua rabbia e il suo atteggiamento livoroso ad attrarla.
Mentre Cordelia è a casa parla con una proiezione del suo subconscio che infatti ammette di amare Angel. Cordelia gli telefona dandogli appuntamento in una spiaggia a Malibu con l'intento di approfondire la vera natura del legame che li unisce. Angel è felicissimo, quindi raggiunge il luogo dell'incontro, intanto Cordelia mentre è in auto vede che il tempo attorno a sé si è fermato, scende dall'auto e vede Skip il quale le rivela che le Forze dell'Essere vogliono che Cordelia le raggiunga unendosi a loro elevandosi a un piano esistenziale superiore, in modo che possa aiutarle degnamente.
Skip spiega a Cordelia che lei ha avuto il coraggio di accettare il fardello delle visioni quando ha ricevuto questo potere, tanto che ha persino scelto di diventare in parte un demone pur di sopportarle, ormai Cordelia è diventata un campione, infatti Cordelia senza saperlo è diventata lei stessa una delle Forze dell'Essere, questo spiega perché riusciva a usare il potere della luce. Cordelia accetta di unirsi alle altre Forze dell'Essere ma prima vuole parlare con Angel e dichiarargli ciò che prova per lui, ma Skip non le dà il permesso di farlo, adesso Cordelia ha capito che non poter rivelare a Angel l'amore che prova nei suoi confronti è la prova finale per essere degna di passare al piano superiore. Cordelia accetta di lasciare la Terra pur trovando ingiusto che le Forze dell'Essere non le abbiano consentito di dichiararsi all'uomo che ama, infine Skip guarda Cordelia che svanisce unendosi alle Forze dell'Essere.
Angel, sulla spiaggia, aspetta invano Cordelia ma poi arriva Connor il quale lo attacca riuscendo a sopraffarlo, infatti si era fatto addestrare da Angel per studiare le mosse di lotta del padre e anticiparle, infine lo stordisce con un taser elettrico. Angel si risveglia sopra una barca in mezzo all'oceano, all'interno di una cassa, Connor e Justine vogliono gettarlo in acqua. Connor lo accusa di aver ucciso Holtz ma lui giura di non avergli fatto niente tentando vanamente di fargli comprendere che Justine gli sta mentendo, ma Connor si rifiuta di credergli, infine Connor e Justine gettano via dalla barca la cassa con dentro il vampiro, e con uno sguardo freddo e inespressivo i due osservano Angel intrappolato nella cassa svanire tra le acque.